# Małaszewicze

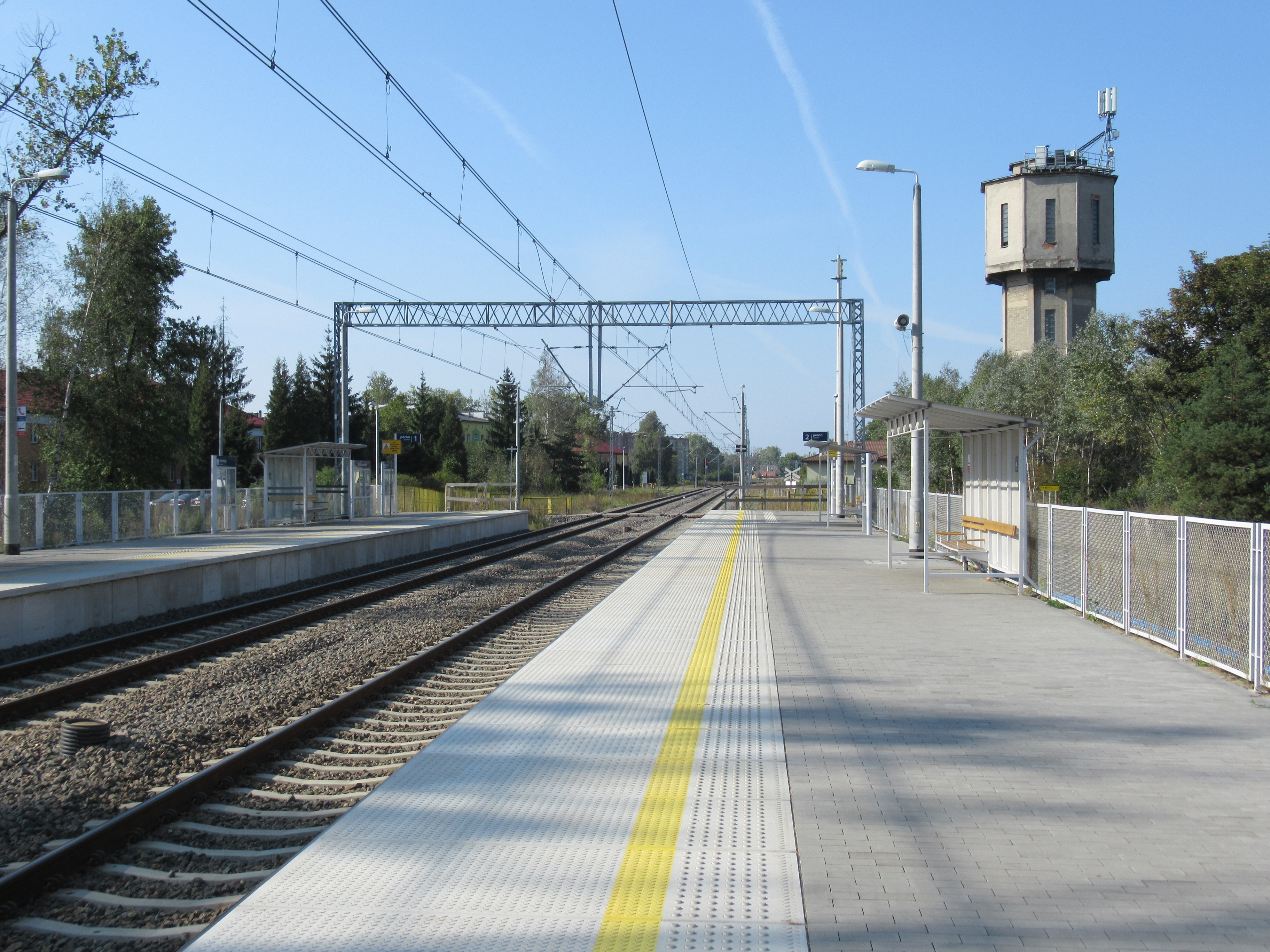
Zughaltestelle für Personenzüge

Małaszewicze [Mawaʂɛvʲit͡ʂɛ] ist ein Dorf in der Landgemeinde Terespol, im Kreis Biała Podlaska, Woiwodschaft Lublin, in Ostpolen, nahe der Grenze zu Belarus. Es liegt etwa neun Kilometer südwestlich von Terespol, 28 Kilometer östlich von Biała Podlaska und 108 Kilometer nordöstlich von der Regionalhauptstadt Lublin. Das Dorf hatte 2011 1664 Einwohner.
In Małaszewicze befindet sich eines der größten multimodalen Logistikzentren für den Frachtumschlag von internationaler Bedeutung in Polen und Europa. Im Güterbahnhof von Małaszewicze werden Güterzüge von russischer Breitspur (1520 mm) auf mitteleuropäische Normalspur (1435 mm) umgespurt oder deren Fracht umgeladen. Małaszewicze ist auch östlichster EU-Güterbahnhof für Ganzzugverkehre von Mitteleuropa nach China.